# Viola Elisabeth von Teschen
Viola Elisabeth von Teschen, tschechisch Viola Alžběta Těšínská, polnisch Wiola Elżbieta cieszyńska (* 1290; † 21. September 1317) war als Ehefrau des letzten Königs aus dem Geschlecht der Přemysliden, Wenzel III., Königin von Ungarn und Böhmen.

## Leben
Viola Elisabeth von Teschen entstammte dem Oppelner Zweig der schlesischen Piasten. Ihr Vater war Herzog Mieszko I. von Teschen, Name und Herkunft ihrer Mutter sind nicht bekannt.
1305 wurde Viola Elisabeth mit dem böhmischen König Wenzel III. vermählt, der am 4. August 1306 in Olmütz ermordet wurde. Da die Ehe kinderlos blieb, erlosch mit ihm das Geschlecht der Přemysliden im Mannesstamm.
Die junge Witwe blieb in Prag in der Gesellschaft von drei weiteren jungen Damen, die später Königinnen wurden: der 18-jährigen Richza von Polen, der 16-jährigen Anna Přemyslovna und der 14-jährigen Prinzessin Elisabeth. Die beiden letzten waren die jüngeren Schwestern ihres verstorbenen Ehemanns.
Vor 1315 heiratete sie Peter I. von Rosenberg, der einer der mächtigsten böhmischen Adligen war. Doch bereits am 21. September 1317 starb Viola. Ihr Leichnam wurde in der rosenbergischen Familiengruft im Kloster Hohenfurth beigesetzt.